# Albert Bauer
Pour les articles homonymes, voir Bauer.
 (mai 2021).
Albert Bauer, né le 2 janvier 1916 à Strasbourg alors en Alsace-Lorraine et mort le 24 mai 2003 à Toulouse en France, est un explorateur français qui a participé à de nombreuses expéditions polaires françaises. Entre ses missions, il officiait comme professeur de géodésie, géométrie et glaciologie.

## Biographie
Né à Strasbourg en 1916, alors en Alsace-Lorraine allemande, Albert Bauer intègre l'école Polytechnique en 1936.
En Alsace, la Seconde Guerre mondiale l'a profondément marqué mais c'est dans les années 1950-1968 où il officiait à l'École nationale supérieure des arts et industries de Strasbourg (ENSAIS) qu'il a fait ses plus grandes expéditions polaires avec différents groupes dont le CNRS et les Expéditions polaires françaises sous la responsabilité de Paul-Émile Victor.

## Missions d'explorations
| Date    | Lieu            | Rôle et Mission                                                             | Contexte, soutien                                                                                      |
| ------- | --------------- | --------------------------------------------------------------------------- | --- |
| 1948    | Groënland       | Chef de la section Géodésie                                                 | Expéditions Polaires Françaises                                                                        |
| 1949    | Groënland       | Chef de la section Géodésie                                                 | Expéditions Polaires Françaises                                                                        |
| 1954    | Suisse          | Glacier du Gorner, section de Géodésie                                      | ENSAIS                                                                                                 |
| 1955    | Suisse          | Glacier d’Aletsch, section de Géodésie                                      | ENSAIS                                                                                                 |
| 1956    | Suisse          | Glacier de Sorlin, section de Géodésie                                      | ENSAIS                                                                                                 |
| 1957    | Groënland       | Chef du Groupe de Glaciologie                                               | EGIG                                                                                                   |
| 1958    | Groënland       | Chef du Groupe de Glaciologie                                               | EGIG                                                                                                   |
| 1959    | Groënland       | Chef du Groupe de Glaciologie                                               | EGIG                                                                                                   |
| 1961-62 | Kerguelen       | Chef du Groupe de Glaciologie                                               | EGIG                                                                                                   |
| 1962-63 | Kerguelen       | Chef du Groupe de Glaciologie                                               | EGIG                                                                                                   |
| 1963    | Groënland       | Responsable du groupe français                                              | International Cooperation on Radio-echo Sounding of Glaciology - Signal Corps : US Army                |
| 1963-64 | Antarctique     | Responsable français et Chef du Groupe Franco-soviétique                    | Groupe Franco-soviétique de Glaciologie des Expéditions Antarctiques Soviétiques (Raid Vostok - Mirny) |
| 1968    | Groënland       | Responsable des sondages par radio-echo                                     | EGIG                                                                                                   |
| 1969    | Nouveau Québec  | Mission de reconnaissance                                                   | Comité Franco-Québécois de recherches nordiques                                                        |
| 1969-70 | Québec (Canada) | Directeur de l'inventaire des ressources naturelles renouvelables du Québec | Comité Franco-Québécois de recherches nordiques                                                        |